# Asthenozoöspermie
Asthenozoöspermie (ook wel: asthenospermie) is de medische term voor verminderde beweeglijkheid (motiliteit) van zaadcellen in sperma.
De beweeglijkheid van de zaadcellen bepaalt hoe gemakkelijk ze het baarmoederhalsslijm doordringen en de eicel bereiken. Weinig, maar goed beweeglijke zaadcellen bieden meer kans op een zwangerschap dan veel slecht bewegende cellen.
De beweeglijkheid wordt gespecificeerd in een viertal gradaties:
- Graad 'a' (progressief beweeglijk): dit zijn de sterkste zaadcellen die zich snel in een rechte lijn voortbewegen.
- Graad 'b' (niet-lineair beweeglijk): deze zaadcellen verplaatsen zich ook vooruit maar doen dit niet in een rechte lijn.
- Graad 'c': dit zijn zaadcellen die weliswaar hun staart bewegen maar niet vooruit komen.
- Graad 'd': onbeweeglijke zaadcellen die in het geheel niet voortbewegen.

Volgens de criteria vastgesteld door de WHO in 1999 bevat normaal zaad meer dan 25% progressief beweeglijke (graad 'a'), of meer dan 50% beweeglijke zaadcellen (graad 'a' + 'b').
Een verminderd aantal beweeglijke zaadcellen zegt nog niet meteen dat een man verminderd vruchtbaar is, laat staan onvruchtbaar. In de richtlijn van het NVOG stelt men:
"Bij alle nauwkeurigheid die bovenstaande grenswaarden suggereren dient men zich te realiseren dat de overgang van normaal fertiel naar infertiel een graduele is (het subfertiele gebied). Met uitzondering van de uitslagen azoöspermie, globozoöspermie en persisterende volledige asthenozoöspermie (immotiele cilia-syndroom) zijn de positief en de negatief voorspellende waarde van de semenanalyse gering."
Echter, de richtlijn stelt wel:
"Is het totale aantal motiele zaadcellen (volume x concentratie x percentage beweeglijkheid) bij herhaling minder dan één miljoen, dan is de prognose erg somber, en begeeft de kans op een spontane zwangerschap zich richting nul."